# سفارت ایالات متحده آمریکا در مالابو
سفارت ایالات متحده آمریکا در مالابو (به لاتین: Embassy of the United States) یک منطقهٔ مسکونی و نمایندگی سیاسی ایالات متحده آمریکا در گینه استوایی است که در مالابو واقع شده‌است.